# Giacomo Etna
Giacomo Etna, pseudonimo di Vincenzo Musco (Niscemi, 2 novembre 1895 – Roma, 27 aprile 1963), è stato uno scrittore, giornalista, saggista critico d'arte, romanziere e poeta italiano. Sposo' a Roma  nel maggio del 1949   Agata Pistone  (figlia di Concettina Timarco e del Generale Giuseppe Pistone). pittrice e professoressa di disegno. ebbero una figlia, Mariuccia, laureata in architettura.

## Biografia
Dopo aver conseguito la licenza elementare a Niscemi e la licenza liceale in qualità di candidato esterno, nel 1917 si trasferisce a Catania, dove si iscrive presso la facoltà di giurisprudenza.
La partecipazione attiva alla vita culturale della città etnea, lo portò ben presto a disertare le aule universitarie e a dedicarsi all'attività letteraria e artistica.
Nel 1921 aderisce al futurismo, inizia a collaborare con il giornale Roma futurista e aderisce al fascismo. In questo frangente è stato uno dei protagonisti del movimento Novecento, che ebbe, tra i suoi fondatori Massimo Bontempelli.
È stato redattore del Corriere di Sicilia, redattore capo del Giornale dell'isola, direttore del Giornale di Sicilia e direttore de L'Arena di Verona.
Nel 1924 ha pubblicato L'Album di Tsune-Ko, un romanzo d'argomento giapponese, messo all'indice per immoralità.
La pubblicazione del volume di poesie Offerta di primavera, avvenuta nel 1926, segna il passaggio dall'esperienza futurista a quella dapprima bucolica e in seguito religiosa e mistica.
Nel 1929 viene inviato dal Popolo d'Italia e dal Giornale di Genova a compiere alcuni viaggi in Grecia, Turchia, Asia Minore, Siria, Egitto, Tripolitania, Francia, Malta e India. Da ognuno di questi viaggi torna denso di appunti e scritti, che confluiranno a vario titolo nelle opere di seguito menzionate. Nascono così una serie di volumi che descrivono gli usi, i costumi e le tradizioni dei Paesi visitati.
Dal 1944 fino al 25 aprile 1945 diresse L'Arena di Verona.
Nel 1958 la rivista romana L'Italia sul mare gli ha commissionato di descrivere la ricostruzione del mitico viaggio di Ulisse. Le impressioni del viaggio sono state pubblicate in Il viaggio di Ulisse, pubblicato nel 1959.
È morto a Roma il 27 aprile del 1963.

## Opere
- Sonetti, Impresa editrice siciliana, Catania, 1919.
- Villaroel, SEM, Catania, 1923.
- L'Album di Tsune-Ko, La stampa, 1924.
- Offesta di primavera, SEM, Catania, 1926.
- La danza sotto la luna, Tiber, Roma, 1929.
- Chiarandà, Carabba, Lanciano, 1929.
- Rosa Corvaia, SEM, Catania, 1933.
- La donna di Bombay, Studio editoriale Jonica, Catania, 1935.
- Gerusalemme, Studio editoriale Jonica, Catania, 1936.
- Il carro, SEM, Catania, 1937.
- I segreti di Giovanni Verga, Vallecchi, Firenze, 1939.
- L'airone bianco, Società editrice siciliana, Mazzara, 1948.
- Via Crucis, Alfabeto, Roma, 1950.
- Roma alla finestra, SEI, Torino, 1957.
- Il viaggio di Ulisse, Bianco, Roma, 1959.
- Il sole dell'Umbria, SEI, Torino, 1960.
- Le formiche sull'Acropoli, Bianco, Roma, 1963.
- Giovanni Meli, "La navicella", Catania-Roma-Milano, 1963